# 横浜女子短期大学
横浜女子短期大学（よこはまじょしたんきだいがく、英語: Yokohama Women's Junior College）は、神奈川県横浜市港南区港南台4-4-5に本部を置く日本の私立大学。1940年創立、1966年大学設置。大学の略称は横短。

## 概観

### 大学全体
- 神奈川県横浜市港南区に所在する日本の私立短期大学で、設置主体は学校法人白峰学園[注 1][1]。
- 1966年に開学し、当初は入学定員50名体制[2]。開学以来保育科のみの学科体制だが、順次入学定員増され200名体制となっている。

### 建学の精神（校訓・理念・学是）
- 横浜女子短期大学の建学の精神は、キリスト教の「愛と奉仕」を精神の礎として社会に貢献する人材を育成することにある。

### 教育および研究
- 横浜女子短期大学は、実習重視・実学重視の教育が行われている。保育園園長、小児科医、弁護士など現在も現場で働いている人が講師となっている授業がある。

### 学風および特色
- 横浜女子短期大学は、キリスト教の愛と奉仕の精神に基づいた教育が行なわれているところに特徴があり、クリスマス礼拝・クリスマス子ども会といったイベントが行なわれている。

## 沿革
- 1940年 横浜保姆学院創立[3]。
- 1948年 神奈川県立横浜保母学院（県営保母養成施設を財団法人白峰会横浜保母学院に委託）
- 1949年 神奈川県立横浜保育専門学院と改称。
- 1966年
  - 1月25日 左記を以て文部省[注 2]より短期大学の設置が認可される[4]。
  - 4月1日 横浜女子短期大学が以下の学科体制にて開学する[注 3]。
    - 保育科 入学定員50名

  - 5月1日 学生数[注 4]/定員[6]
    - 保育科 124[注釈 1]/50
- 1976年
  - 4月1日 保育科の入学定員を50[7]→100[8]に増員[9]。
  - 5月1日 学生数/[10]定員
    - 保育科 519[注釈 1]/150
- 1979年
  - 4月1日 港南区港南台4丁目にキャンパス移転。
- 1985年
  - 4月1日 保育科の入学定員を100→200に増員[注 5]。
  - 5月1日 学生数[14]/定員
    - 保育科 479[注釈 1]/300
- 1992年
  - 5月1日 学生数[15]/定員
    - 保育科 562[注釈 1]/400
- 1999年
  - 5月1日 [16]
    - 保育科 520[注釈 1]/400
- 2026年　本年度以後の学生募集停止[17]

## 基礎データ

### 所在地
- 神奈川県横浜市港南区港南台4-4-5

### 象徴
- カレッジマークは、2枚に重ねられた葉っぱをモチーフとされている[18]。

## 教育および研究

### 取得資格について
- 保育士と幼稚園教諭二種免許状が取得できるカリキュラムが組まれている[19]。

#### 附属機関
- 横浜女子短期大学附属幼稚園
- 中村愛児園
- 高風保育園（こうふうほいくえん）
- 高風子供園（こうふうこどもえん）
- 白峰学園横浜女子短期大学保育センター
- 白峰保育園（はくほうほいくえん）

#### 研究
- 横浜女子短期大学研究紀要編集委員会『横浜女子短期大学研究紀要』[20]ほか。

## 学生生活

### 部活動・クラブ活動・サークル活動
- 横浜女子短期大学におけるクラブ活動の組織数は、文化系・体育系を含めておよそ10となっている。文化系では横浜F・マリノス装飾ボランティア部、ホワイト・スターズ（吹奏楽部）、イラスト部、Amabile（合唱部）などの活動が活躍している。体育系では、Ｋ・Ｔ・Ｋ（子どもの体操を考える会）、バスケットボール部、テニス部、ダンス部、バドミントン部などの活動が活躍している。

### スポーツ
- バスケットボール部が全国私立短期大学体育大会でBブロック優勝の実績をもつ。ほか、バドミントン部、テニス部も同大会に出場実績がある。

## 施設

### キャンパス
- 交通アクセス：JR京浜東北線港南台駅下車　徒歩５分。

### 図書館
- 現在の蔵書は12万冊以上、充実した学生生活を送れるように、授業に関する保育・福祉の専門書や絵本、紙芝居はもちろん、教養・趣味・娯楽の本など幅広くそろえている。図書館のホームページもあり、蔵書を検索することもできる。

### 講堂
- 収容人数は約900名。入学式や卒業式、クリスマス子ども会、保育内容研究発表会などをはじめとする学内の行事で使用する。緞帳には富士山の白い峰をモチーフとしたデザインが描かれている。

## 社会との関わり
- 神奈川県下の保育現場で活躍している保育者を対象とした「保育センター」が設けられており、子育て支援をはじめ保育に係る講座を開いている。
- 神奈川県より研修の一部が、保育士等キャリアアップ研修（保育士エキスパート等研修）として指定された。
- 「保育士等キャリアアップ研修」と「保育士エキスパート等研修」というものがあるが、どちらも同じもの。国の名称と神奈川県の名称の違い。
- 教員免許状更新講習も毎年実施しており、７月・８月は対面講習、９月・１０月はブルーレイディスク郵送による通信教育を行っている。

## 卒業後の進路について

### 就職について
- 保育園や幼稚園への就職者が多いものとなっている。

## 附属学校
- 横浜女子短期大学附属幼稚園